# Evert Moltke
Evert Moltke var en dansk riddare.

## Biografi
Evert Moltke var en dansk riddare.

### Familj
Moltke var gift med Beata Nilsdotter (Rönnow). De fick tillsammans dottern Berta Moltke som var gift med danska riksrådet Erik Åkesson (Tott).